# Oldřich Matoušek
Oldřich Matoušek (10. února 1921 Olomouc – 5. října 2012) byl český psycholog specializovaný na problematiku práce a ergonomie. Rozhodujícím přínosem jeho práce byla podpora rozvoje psychické části ergonomie, která byla dlouho v praktických aplikacích zanedbávána.

## Profesní životopis
Oldřich Matoušek vystudoval psychologii na Filosofické fakultě Univerzity Karlovy v Praze.  Od roku 1945 pracoval v Ústavu lidské práce, kde se věnoval především problematice psychologie práce, psychologickým aspektům bezpečnosti práce a později též v oblasti inženýrské psychologie, zejména při navrhování a projektování řídících center. V roce 1951 byl tento ústav zrušen a dr. Matoušek pokračoval v této činnosti ve Výzkumném ústavu bezpečnosti práce. Od roku 1961 do roku 2001 pracoval ve Státním zdravotním ústavu, jeho hlavním pracovištěm bylo oddělení hygieny práce a chorob z povolání. Podílel se na řešení úkolů ergonomie, hygieny a psychologie práce, například při přípravě legislativy, harmonizaci našich předpisů a norem s legislativou EU, stanovení ukazatelů a limitů pro hodnocení fyzické, senzorické a psychické zátěže a dále i na kategorizaci prací a posuzování projektů různých technických zařízení z pohledu ergonomie apod. Byl spoluzakladatelem České ergonomické společnosti a řadu let byl i jejím předsedou.
Bohatá je i jeho publikační činnost. Publikoval přes 300 odborných a popularizačních článků a 7 odborných publikací. K nejvýznamnějším patřily v roce 1972 „Člověk a práce“ (s A. Hladkým a J. Růžičkou), v roce 1979 „Metody studia práce v průmyslu“, v roce 1988 „ABC ergonomie pro vedoucí pracovníky“, v roce 1998 „Pracovní místo a zdraví“ (s J. Baumrukem). Poslední publikací byla v roce 2002 „Ergonomie – optimalizace lidské činnosti (se Sylvou Gilbertovou). Pravidelně publikoval v časopise Průmyslový design, čím výrazně obohatil kvalitu a komplexnost práce jeho vydavatele – Institutu průmyslového designu Praha.
Byl lektorem nejen na řadě konferencí a sympozií, ale velmi často též při osvětové a vzdělávací činnosti. Vždy při tom ochotně a erudovaně pomáhal řešit konkrétní ergonomické úkoly. I po odchodu do důchodu se aktivně zúčastňoval akcí České ergonomické společnosti.
Oldřich Matoušek měl syna stejného jména (1947–2022), který vystudoval psychologii. Vzhledem k tomu, že u jejich jmen nebývají většinou používány zkratky sr. a jr., může docházet k jejich záměně.

## Dílo (výběr)
- MATOUŠEK, Oldřich; RŮŽIČKA, Jiří. Psychologie práce, Praha, 1965
- MATOUŠEK, Oldřich; BAUMRUK, Jaroslav. Ergonomické požadavky na pracoviště s obrazovkou. 1. vyd. Praha: SPN, 1997. 24 s. ISBN 80-7071-068-3.
- MATOUŠEK, Oldřich; BAUMRUK, Jaroslav. Ergonomické požadavky na práce se zobrazovacími jednotkami. 2., přepracované vyd. Praha: Státní zdravotní ústav, 2000. 24 s. ISBN 80-7071-162-0.
- MATOUŠEK, Oldřich; BAUMRUK, Jaroslav. Pracovní místo a zdraví: ergonomické uspořádání a vybavení pracovního místa. 2., upravené vydání Praha: Státní zdravotní ústav, 2000. 24 s. ISBN 80-7071-160-4.
- GILBERTOVÁ, Sylva; MATOUŠEK, Oldřich. Ergonomie: Optimalizace lidské činnosti. Praha: Grada Publishing, 2002. 239 s. ISBN 80-86022-45-5.
- MATOUŠEK, Oldřich. Hodnocení psychické, fyzické a senzorické pracovní zátěže. Vyd. 1. Praha: Výzkumný ústav bezpečnosti práce, 2004. 24 s.  Bezpečný podnik. ISBN 80-239-3798-7.
- HANÁKOVÁ, Eva; MATOUŠEK, Oldřich. Hygiena práce. Praha: VŠE Oeconomica, 2006. 154 s. ISBN 80-245-1116-9.

## Ocenění
2001 (Praha) Ocenění za celoživotní zásluhy o rozvoj psychologie práce v Čechách u příležitosti jubilejního X. Kongresu Evropské asociace psychologů práce a organizace (EAWOP)